# Francis Poulenc
Francis Jean Marcel Poulenc (født 7. januar 1899 i Paris, død 30. januar 1963 i Paris) var en fransk komponist og pianist. På et tidspunkt var de tre Mouvements perpétuels fra 1918 de mest kendte af hans værker, men det mest succesfulde er nok operaen Karmelitindernes samtaler (Dialogues des Carmélites).

## Liv
Det var Poulencs mor, en amatørpianist, der lærte ham at spille klaver.
Selvom Poulenc foretrak livet i byen, måtte han for at få ro og ensomhed tage på landet. Han opholdt sig derfor derfor meget i Noizay i Loire-dalen, hvor han havde et hus. Han fandt dog livet på landet kedeligt og hadede at gå tur.
Han komponerede mens han gjorde militærtjeneste. Han gjorde militærtjeneste to gange, første gang i januar 1918. Han måtte afsone en dom på 10 dage for at komme for sent tilbage efter en orlov i Paris.
Poulenc var biseksuel. Han sprang ud, da han fik et forhold til maleren Richard Chanlaire, som han tilegnede sin concert champêtre. Poulenc havde dog også nogle forhold til kvinder og han skal angiveligt have fået en datter, Marie-Ange, selvom han aldrig vedgik sig at være faren. Han var ven med sangeren Pierre Bernac, som han skrev mange sange til.
Poulenc blev stærkt berørt over sine venners dødsfald. Den første der døde var Raymonde Linossier, som han havde håbet at gifte sig med. I 1923 døde forfatteren Raymond Radiguet kun 20 år gammel af tyfus. Maleren Christian Bérards død i en bilulykke i 30'erne fik Poulenc til at genfinde sin katolske tro, som skulle få stor betydning for ham resten af livet.
Kritikeren Claude Rostand skrev i juli 1950 i Paris-Presse, at Poulenc var halvt munk, halvt skidt knægt ("le moine et le voyou"). Han var i øvrigt bridgespiller, hundeelsker og hypokonder. Poulenc havde et lavt selvværd.
Francis Poulenc døde af hjerteproblemer.

## Værk
Han komponerede en række seriøse værker over katolske emner, har også skrevet et par operaer, en orkestersuite, kammermusik samt en del kor- og vokalværker.

## Udvalgte værker
- Sinfonietta (1947) - for orkester
- Koncert (1932) - for 2 klaverer og orkester
- "Gloria" (1959) - for sopran, kor og orkester
- "Les biches" (Hinds.) (1939-1940) - ballet
- Model Dyr" (1942) - ballet
- Koncert (1936-1938) - for orgel, pauker og strygeorkester